# Punjabi (Schiff)
HMS Punjabi (F21/G21) war ein Zerstörer der zweiten Tribal-Klasse der Royal Navy, der als letzter im März 1939 in Dienst gestellt wurde. Die Punjabi war das erste Schiff der Royal Navy, das den Namen der Einwohner des heutigen Grenzgebietes zwischen Indien und Pakistan trug.
Sie sank am 1. Mai 1942 nach Kollision mit dem Schlachtschiff King George V östlich von Island.

## Geschichte des Zerstörers
Die Punjabi gehörte zur zweiten Bestellung von Zerstörern der neuen Tribal-Klasse. Die Werft von Scotts Shipbuilding and Engineering Company in Greenock erhielt im Juni 1936 den Auftrag für zwei Schiffe der neuen Klasse. Der Bau der Neubauten erfolgte unter den Baunummern 568 und 569. Der erste lief am 5. Oktober 1937 als Matabele vom Stapel. Der zweite folgte am 18. Dezember 1938 als Punjabi.

### Einsatzgeschichte
Die Punjabi wurde als letztes Schiff der Klasse für die Royal Navy am 29. März 1939 für die Tribal-Flottille der Home Fleet in Dienst gestellt und wurde von Portland aus eingefahren. Im Mai begann sie die Zusammenarbeit mit den anderen Zerstörern der inzwischen in 6. Zerstörer-Flottille umbenannten Einheit der Tribal-Zerstörer. Vom 1. bis zum 4. Juni war die Punjabi an den vergeblichen Bemühungen zur Rettung des bei Anglesey verunglückten U-Bootes Thetis beteiligt, bei der 99 Mann ums Leben kamen. Im August führte die Flottille erste Übungen mit den Franzosen im Atlantik durch.

### Kriegseinsätze
Im Dezember 1939 kollidierte die bei der Home Fleet eingesetzte Punjabi mit einem Handelsschiff. Sie wurde von Mitte Dezember bis Ende Februar auf der Werft von Stephens in Govan wieder instand gesetzt und nahm im März ihren Dienst bei der 6. Zerstörerflottille in Scapa Flow zusammen mit sieben Schwesterschiffen wieder auf.
Am Abend des 7. April 1940 ging sie nach den Meldungen über die deutschen Operation vor Norwegen mit dem Kern der Home Fleet (die Schlachtschiffe Rodney und Valiant und der Schlachtkreuzer Repulse; gesichert durch die Zerstörer Punjabi, Bedouin, Eskimo, Kimberley, Jupiter, Codrington, Griffin, Electra, Escapade und Brazen) unter Admiral Forbes von Scapa in die Shetland-Norwegen-Enge aus, denen sich der französische Kreuzer Emile Bertin mit den Zerstörern Maillé-Brézé und Tartu anschloss. Auf die Notmeldung der Glowworm detachierte Forbes am 8. die Repulse mit dem Kreuzer Penelope (Schiff, 1936)'Penelope und den Zerstörern Bedouin, Punjabi, Eskimo, Kimberley gegen die Admiral Hipper, die allerdings schon nach Trondheim gelaufen war. Der Repulse-Verband wurde weiter nach Norden zur vor den Lofoten stehenden Renown geschickt.

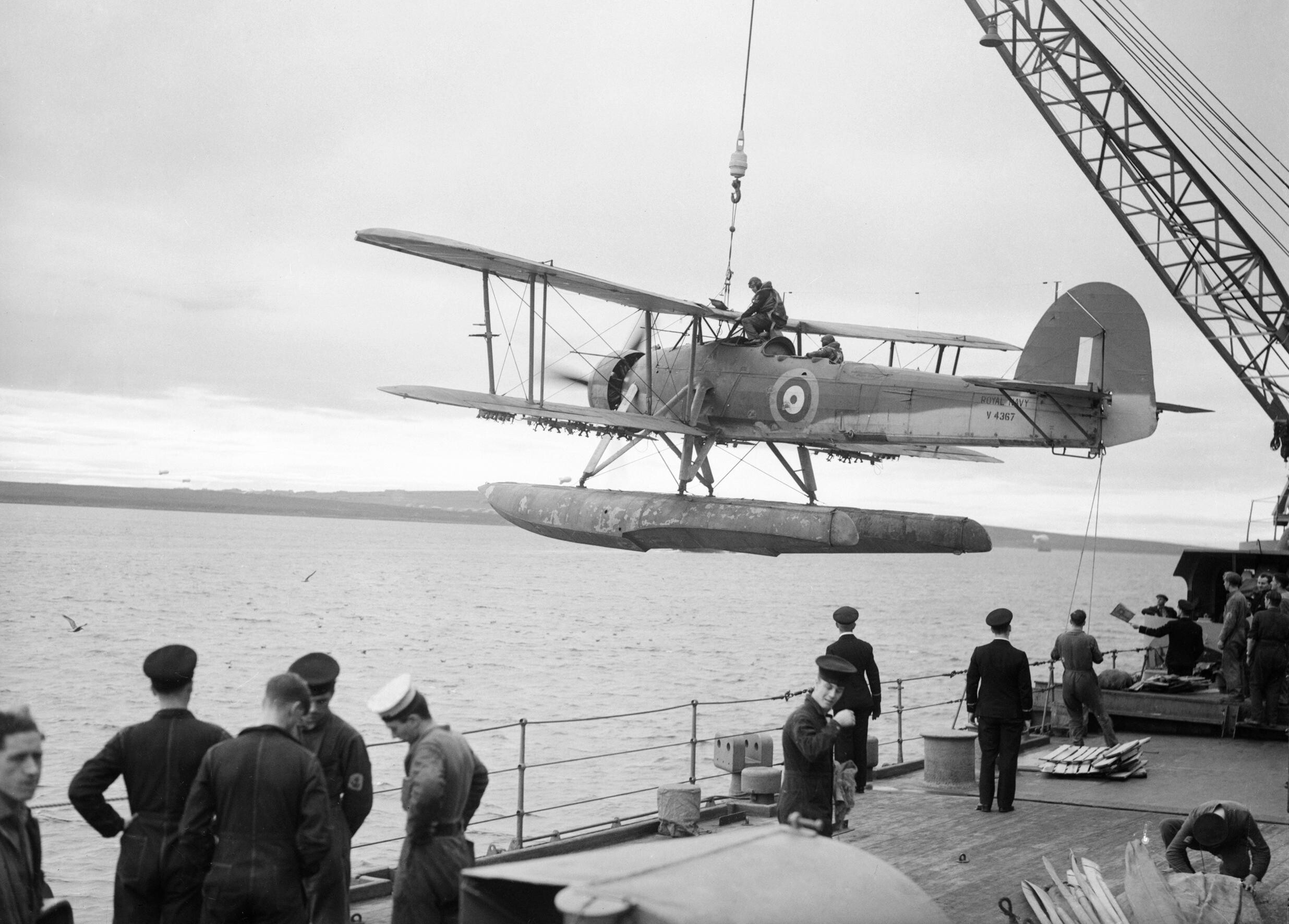
Swordfish-Schwimmerflugzeug

Am 13. April gehörte die Punjabi zu dem alliierten Flottenverband, der die in Narvik verbliebenen deutschen Zerstörer angriff. Das Schlachtschiff Warspite und weitere acht Zerstörer Foxhound, Forester, Hero, Icarus, Kimberley sowie die Schwesterschiffe Bedouin, Punjabi, Eskimo und Cossack liefen, unterstützt vom Bordflugzeug der Warspite (einem Fairey-Swordfish-Schwimmerflugzeug), in den norwegischen Hafen, um die verbliebenen acht deutschen Zerstörer, denen es nach dem ersten Gefecht vom 10. mit der 2. britischen Zerstörer-Flottille (fünf Boote der H-Klasse) an Treibstoff und Munition mangelte, zu vernichten.
Der erste Erfolg gelang der Swordfish, die U 64 versenkte und den Verband vor der versteckt wartenden Erich Koellner warnte, die von Warspite, Bedouin und Eskimo versenkt wurde. Im folgenden Gefecht mit den fünf einsatzbereiten deutschen Zerstörern erlitt die Bedouin leichte Schäden. Die deutschen Zerstörer zogen sich nach dem weitgehenden Verbrauch ihrer Munition zurück. Die Eskimo verfolgte Hermann Künne, die sich schließlich selbst versenkte und von einem Torpedo der Eskimo getroffen wurde. Der britische Zerstörer wurde bei der Verfolgung von einem Torpedo der Georg Thiele getroffen und verlor ihr Vorschiff. Punjabi und Cossack griffen die beiden im Hafen verbliebenen Zerstörer an, Punjabi blieb nach sechs Treffern liegen und konnte erst nach einer Stunde wieder in Fahrt gebracht werden, Cossack versenkte mit der Foxhound die Fahrt aufmachende Erich Giese, fiel dann aber durch Artillerietreffer der Diether von Roeder und Auflaufen auf ein Wrack im Hafen auch aus. Die verbliebenen deutschen Zerstörer versenkten sich nach dem Verbrauch ihrer Munition selbst. Der britische Verband zog sich zurück, wobei Cossack erst beim nächsten Hochwasser frei kam.

Die drei erheblich beschädigten Tribal-Zerstörer wurden zum Skelfjord gebracht, wo die Royal Navy eine behelfsmäßige Reparaturstelle eingerichtet hatte. Kern der provisorischen Basis war der aufgebrachte deutsche Frachter Alster, der die deutschen Zerstörer in Narvik versorgen sollte und jetzt für die Behelfsreparatur des Kreuzer Penelope genutzt wurde.

Punjabi konnte schon am 20. die Rückfahrt nach Großbritannien antreten, wo sie ab dem 28. April im Devonport Dockyard in Plymouth repariert wurde. Neben der Beseitigung der Schäden wurde das 120-mm-Doppelgeschütz auf der X-Position durch ein für die Flugzeugabwehr besser geeignetes 102-mm-Zwillingsgeschütz ersetzt. Diese Änderung wurden auf allen noch vorhandenen Tribals im Rahmen anstehender Instandsetzungen durchgeführt. Punjabi´s Stammflottille, die 6. Zerstörer-Flottille, verfügte Ende Mai nur über vier einsatzbereite Schiffe, da sich auch Somali, Matabele und Eskimo in Reparatur befanden. Auch die zweite Flottille mit Tribal-Zerstörern, die 4th DF, hatte nur vier Schiffe einsatzbereit und mit Gurkha und Afridi schon zwei Schiffe verloren.

Am 12. Juni war die Punjabi in Plymouth wieder einsatzbereit und wurde erstmals am 17. zur Evakuierung von Militär- und Zivilpersonen aus Saint-Nazaire eingesetzt, von wo sie am 20. dann noch polnische Soldaten evakuierte. Am 25. nahm sie dann ihren Dienst bei der Home Fleet wieder auf. Als Anfang August 1940 die in Gibraltar stationierte Force H zur Verstärkung der Home Fleet nach Großbritannien verlegte, nahmen Punjabi, Tartar und Zulu am 9. den Verband westlich Irland auf und begleiteten den Schlachtkreuzer Hood und den Träger Ark Royal nach Scapa Flow.

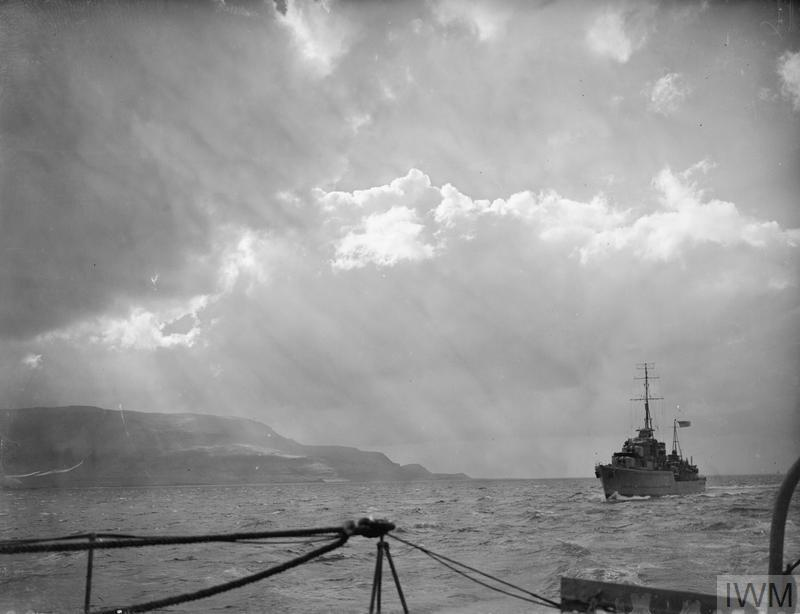
HMS Punjabi in Island im Oktober 1941.

Nach verschiedenen Aufgaben für die Home Fleet wurde die Punjabi im März/April 1941 in Rosyth überholt und ein für den Gebrauch auf Schiffen modifiziertes Radar der Royal Air Force. Als am 22. Mai die britische Luftaufklärung das Verschwinden des deutschen Schlachtschiffes Bismarck und des Kreuzers Prinz Eugen von der norwegischen Küste feststellte, ging die Home Fleet unter Admiral Tovey mit dem Schlachtschiff King George V., dem Träger Victorious, dem 2. Kreuzer-Geschwader mit vier Leichten Kreuzern sowie den verfügbaren Zerstörern Punjabi, Inglefield, Intrepid, Active und der australischen Nestor in See, um den vermuteten Durchbruch der Deutschen in den Atlantik zu verhindern. Als die Nachricht vom Durchbruch der Deutschen durch die Dänemark-Straße und der Versenkung der Hood eintraf, mussten die Zerstörer entlassen werden, da sie beim herrschenden Wetter weder der Geschwindigkeit der schweren Schiffe folgen konnten noch über hinreichend Treibstoff verfügten. Die Punjabi lief mit den Zerstörern der Home Fleet am 25. Hvalfjörður auf Island zum Auftanken an.

Am 27. Juli lief die Punjabi im Verband mit dem Schwesterschiff Tartar und den Kreuzern Nigeria und Aurora unter Konteradmiral Vian von Scapa Flow bis zum 31. nach Spitzbergen, um die dortigen norwegischen und russischen Niederlassungen zu untersuchen und eine Eignung als Basis für Versorgungs- oder Geleitfahrzeuge auf dem Weg in die Sowjetunion zu erkunden. Wegen der mangelnden Möglichkeit einer Nutzung über das gesamte Jahr votierte Vian gegen einen Ausbau. Auf dem Rückmarsch wurde die norwegische Wetterstation auf der Bäreninsel am 1. August evakuiert und zerstört. Ein Vorstoß gegen die norwegische Küste wurde von der deutschen Luftaufklärung vorzeitig erkannt und deshalb abgebrochen.
Vom 30. August bis zum 15. September lief die Punjabi mit ihren Schwesterschiffen Matabele und Somali nach Murmansk und zurück nach Scapa. Sie begleiteten den Schweren Kreuzer Shropshire und den alten Träger Argus mit Hawker Hurricanes und RAF-Personal für Russland. Der 151. RAF-Wing sollte die Verteidigung von Murmansk unterstützten und russisches Personal an den Maschinen ausbilden.

Um den Jahreswechsel wurde die Punjabi bei Hawthorn Leslie in Hebburn am Tyne überholt.
Anfang Februar 1942 war das Schiff wieder einsatzbereit.
Am 5. März 1942 erfasste eine Focke-Wulf Fw 200 Condor den Geleitzug PQ 12 rund 70 sm südlich Jan Mayen. Am 6. ging das Schlachtschiff Tirpitz unter Vizeadmiral Ciliax mit vier Zerstörern von Trondheim in See, um den Konvoi anzugreifen. Die von den Briten entschlüsselten Meldungen über das Auslaufen der deutschen Schiffe ermöglichten Gegenmaßnahmen. Zur Deckungsgruppe mit den Schlachtschiffen Renown und Duke of York, dem Kreuzer Kenya und der Punjabi sowie den weiteren Zerstörern Eskimo, Faulknor, Fury, Echo und Eclipse lief der Hauptteil der Home Fleet unter Admiral Tovey mit dem Schlachtschiff King George V., dem Träger Victorious, einem Kreuzer und sechs Zerstörern. Die Kenya wurde zur Nahsicherung am Geleitzug detachiert.
Wegen schlechter Sichtverhältnisse fand die Home Fleet die Tirpitz nicht, aber auch die deutschen Schiffe fanden PQ 12 nicht, verfehlten aber knapp den nur von zwei Minensuchern und zwei Korvetten gesicherten Gegengeleitzug QP 8, der Zerstörer Friedrich Ihn versenkte lediglich den zurückgefallenen sowjetischen Frachter Izora (2815 BRT). Am 9. wurde die Tirpitz vor dem Vestfjord erfolglos von zwölf Albacore-Torpedoflugzeugen der Victorious angegriffen, wobei zwei Maschinen abgeschossen wurden. Ein deutscher Angriff mit drei Junkers Ju 88 auf den britischen Flugzeugträger war ebenfalls erfolglos. Die Tirpitz lief zunächst nur bis Narvik zurück. Am 11./12. März versuchten die Punjabi und die Zerstörer Bedouin, Eskimo, Tartar sowie Faulknor, Fury, Intrepid und Icarus die vor Bodø erwartete Tirpitz abzufangen, doch das Schlachtschiff verlegte erst in der folgenden Nacht nach Trondheim.
Die Punjabi sichert vom 10. April mit den Zerstörer Marne, Oribi, Fury und Eclipse sowie einem Minensucher und zwei U-Jagd-Trawlern den Konvoi QP 10 von 15 Transportern von Kola nach Island. Ab dem 12. verstärkte der Kreuzer Liverpool die Sicherung. In der Nacht zum 13. April verfehlte U 435 die Punjabi, versenkte jedoch die Frachter El Occidente (6008 BRT) und Kiev (5823 BRT). Bei zwei deutschen Luftangriffen gingen am 11. die Empire Cowper (7164 BRT) und am 13. noch die Harpalion (5486 BRT) verloren.

### Das Ende derPunjabi

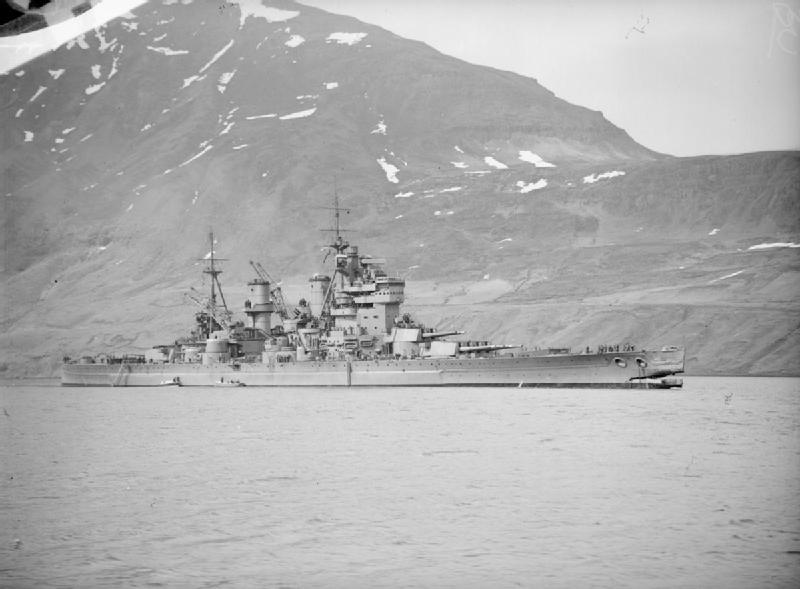
Die King George V vor Seyðisfjörður (Island) mit dem durch die Kollision beschädigten Bug

Die Punjabi wurde Ende April 1942 der Fernsicherungsgruppe für den Geleitzug PQ 15 zugeteilt. Am 29. April lief sie aus Hvalfjörður aus. Am 1. Mai 1942 wurde der Zerstörer vom Schlachtschiff King George V bei starkem Nebel mit hoher Geschwindigkeit gerammt und in zwei Teile zerschnitten. Von dem eine Zeitlang noch schwimmenden Vorschiff der Punjabi wurden 169 Mann gerettet, weitere 40 konnten aus dem Wasser von anderen Zerstörern, wie der Marne und Martin, gerettet werden. Der Teil der Besatzung auf dem schnell sinkenden Achterschiff wurde getötet, als die Wasserbomben der Punjabi explodierten. Dies passierte direkt vor Washington, die zwischen den beiden Teilen der Punjabi durchlaufen musste und durch die Detonationen der Wasserbomben leicht beschädigt wurde. Die Punjabi sank etwa bei 66° 0′ 0″ N, 8° 0′ 0″ W, 49 Besatzungsmitglieder konnten nicht gerettet werden.

Die King George V hatte einen schweren Schaden am Bug, musste den Einsatz abbrechen und lief zunächst nach Seyðisfjörður (Island). Als Ersatz wurde die Duke of York ins Nordmeer geschickt.